# Argentona Bocs 2021
Questa voce raccoglie le informazioni riguardanti gli Argentona Bocs nelle competizioni ufficiali della stagione 2021.

## XXXIII LCFA Senior

### Stagione regolare
| 17 gennaio 2021, ore 17:00 1ª giornata | Barcelona Uroloki | 20 – 0 | Argentona Bocs |  |

| 31 gennaio 2021, ore 17:00 2ª giornata | Argentona Bocs | 9 – 0 | Ducs Football |  |

| 14 febbraio 2021, ore 17:00 3ª giornata | Argentona Bocs | 6 – 14 | Terrassa Reds |  |

| 28 febbraio 2021, ore 11:00 5ª giornata | Barcelona Búfals | 7 – 9 | Argentona Bocs |  |

| 13 marzo 2021, ore 16:00 7ª giornata | Riudoms Rebels | 0 – 6 | Argentona Bocs |  |

| 18 aprile 2021, ore 17:00 10ª giornata | Argentona Bocs | 42 – 0 | Reus Imperials |  |

| 2 maggio 2021, ore 17:00 11ª giornata | Argentona Bocs | 6 – 6 | Barcelona Pagesos |  |

### Playoff
| 16 maggio 2021, ore 17:30 Semifinale | Barcelona Uroloki | 23 – 22 | Argentona Bocs |  |

## Statistiche di squadra
| Competizione      | %Vittorie | In casa | In casa | In casa | In casa | In casa | In casa | In trasferta | In trasferta | In trasferta | In trasferta | In trasferta | In trasferta | Totale | Totale | Totale | Totale | Totale | Totale |
| Competizione      | %Vittorie | G       | V       | N       | P       | Pf      | Ps      | G            | V            | N            | P            | Pf           | Ps           | G      | V      | N      | P      | Pf     | Ps     |
| ----------------- | --------- | ------- | ------- | ------- | ------- | ------- | ------- | ------------ | ------------ | ------------ | ------------ | ------------ | ------------ | ------ | ------ | ------ | ------ | ------ | ------ |
| Stagione regolare | .643      | 4       | 2       | 1       | 1       | 63      | 20      | 3            | 2            | 0            | 1            | 15           | 27           | 7      | 4      | 1      | 2      | 78     | 47     |
| Playoff           | .000      | 0       | 0       | 0       | 0       | 0       | 0       | 1            | 0            | 0            | 1            | 22           | 23           | 1      | 0      | 0      | 1      | 22     | 23     |
| Totale            | .563      | 4       | 2       | 1       | 1       | 63      | 209     | 4            | 2            | 0            | 2            | 37           | 50           | 8      | 4      | 1      | 3      | 100    | 70     |